# شهرستان بونگ
شهرستان بونگ (به لاتین: Bong County) یکی از ۱۵ شهرستان کشور لیبریا است که در مرکز آن واقع شده‌است. شهرستان بونگ ۸٬۷۵۴ کیلومتر مربع مساحت و ۳۲۸٬۹۱۹ نفر جمعیت دارد.